# Buste de Néfertiti
Le buste de Néfertiti, appelé aussi la tête de Néfertiti, est une sculpture de calcaire peinte du XIVe siècle av. J.-C., représentant Néfertiti, la grande épouse royale du pharaon égyptien de la XVIIIe dynastie Akhenaton, aujourd'hui exposée au Neues Museum de Berlin. Cette œuvre, symbole de la période amarnienne, est devenue un archétype de la beauté féminine et est considérée comme la représentation d'un visage féminin la plus célèbre au monde après La Joconde.
Avec le masque de Toutânkhamon, les pyramides et le sphinx de Gizeh, le buste de Néfertiti est l'un des emblèmes les plus connus associés à l'Égypte antique, malgré les controverses sur son authenticité.
Œuvre supposée du sculpteur Thoutmôsis, ce buste polychrome a été découvert le 6 décembre 1912 à Amarna par une équipe archéologique allemande dirigée par Ludwig Borchardt et fait, depuis, l'objet d'une constante demande de restitution par l'Égypte auprès de l'Allemagne. Il a été conservé à plusieurs endroits en Allemagne depuis sa découverte, y compris dans une mine de sel de Merkers-Kieselbach, le musée Dahlem de Berlin-Ouest, le musée égyptien de Charlottenbourg et l'Altes Museum tout en n'étant exposé au public que près de dix années après son arrivée en Allemagne. Il est actuellement visible au Neues Museum de Berlin, où il avait été exposé avant la Seconde Guerre mondiale, et attire un million de visiteurs par an.

## Description de la sculpture
Ce buste polychrome, sans doute sculpté en 1345 av. J.-C., représente la tête d'une femme avec un long cou, aux sourcils légèrement arqués, aux pommettes hautes avec un nez fin et un sourire peint en rose foncé. Il est composé d'un bloc de calcaire recouvert de stuc peint, haut de 47 cm et pesant environ 20 kg. Le visage parfaitement symétrique est intact, à l'exception de l'œil gauche qui ne possède pas l'incrustation de quartz peint en noir représentant la pupille, comme dans l'œil droit,. Le fond des yeux est en calcaire brut.
Néfertiti porte une couronne bleue formée de rubans horizontaux se rejoignant à l'arrière, avec un diadème en or et un uræus (cobra sacré, symbole de la divinité), aujourd'hui cassé, sur le front. On ne voit pas de cheveux sous la couronne, elle semble avoir le crâne rasé. Son cou est ceint d'un large collier aux motifs floraux. Les oreilles ont subi quelques dommages.
Le buste est coupé au-dessus des épaules. Gardner's Art Through the Ages suggère que « grâce à ce buste élégant, Thoutmôsis a peut-être fait allusion à une lourde fleur sur sa mince tige en exagérant le poids de la tête couronnée et la longueur du cou ». Selon David Silverman, le buste de Néfertiti reflète le style classique de l'art égyptien s'écartant des « excentricités » de l'art amarnien développé sous le règne d'Akhenaton. La fonction exacte de ce buste nous est inconnue, mais il est possible qu'il ait servi de modèle pour un sculpteur. Il s'agit probablement d'un modèle sculpté à Thèbes : la maigreur du visage s'accorde mieux au style thébain qu'à l'art outrancier d'Amarna. En outre, la taille en buste est un genre qui n'existe pas dans l'art égyptien.
Les recherches de l'égyptologue Rolf Krauss montrent la composante esthétisante de l'art atoniste qui privilégie le portrait stylisé au portrait réaliste : en appliquant sur un relevé photogrammétrique de ce buste une grille graduée en doigts égyptiens (technique adoptée par les sculpteurs pharaoniques sur les blocs parallélépipédiques à tailler), Krauss révèle la symétrie quasi parfaite du visage, chacun de ses traits déterminants se trouvant sur une ligne ou à une intersection de deux lignes de ce quadrillage. Cette symétrie parfaite serait la conséquence de sa fonction : un modèle de sculpteur, qui serait le nouveau visage officiel de la reine, vers l'an 8, moment qui marque l'abandon du style rude des débuts du règne et l'émergence d'un style plus doux.

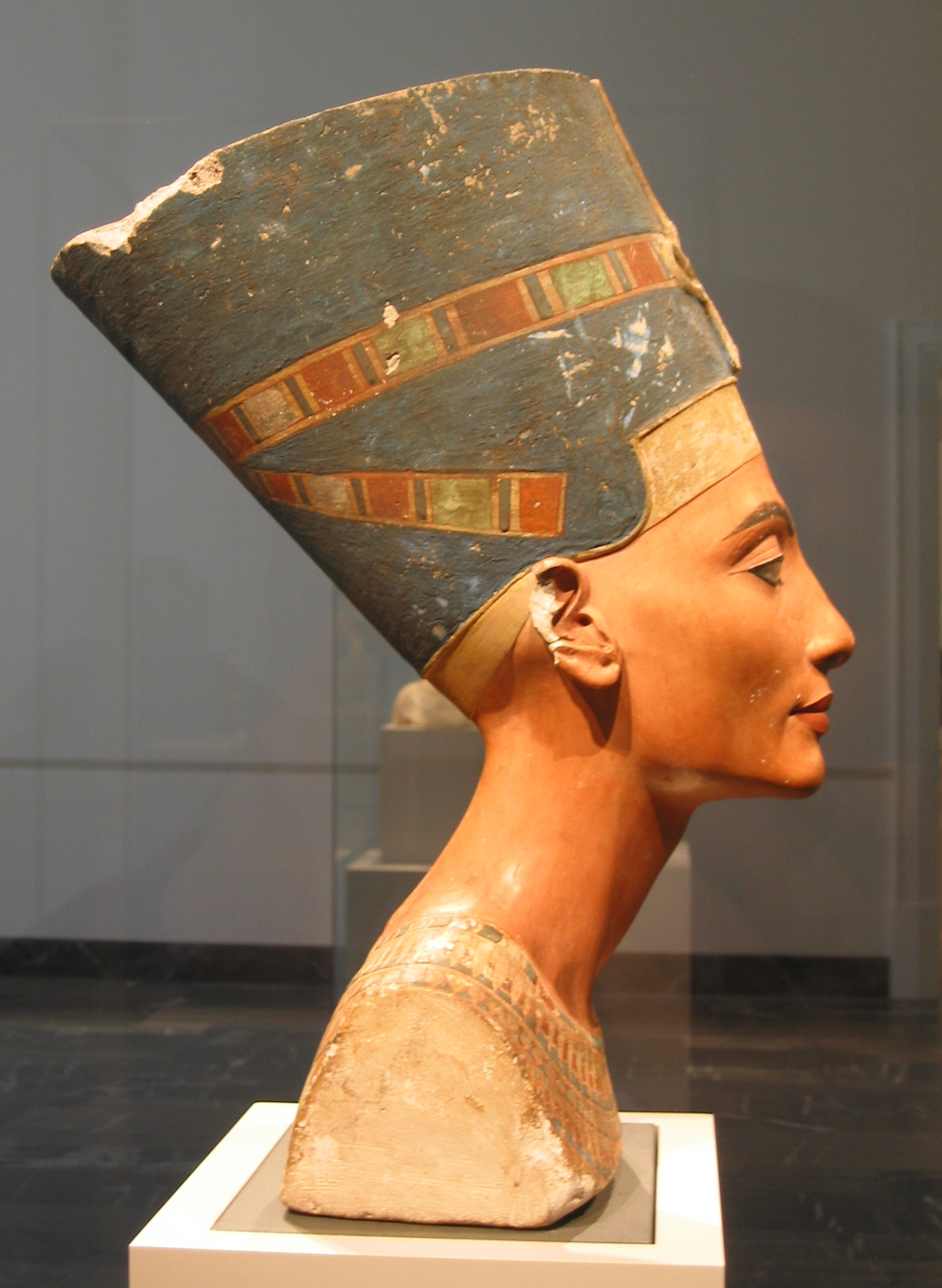
Côté droit.
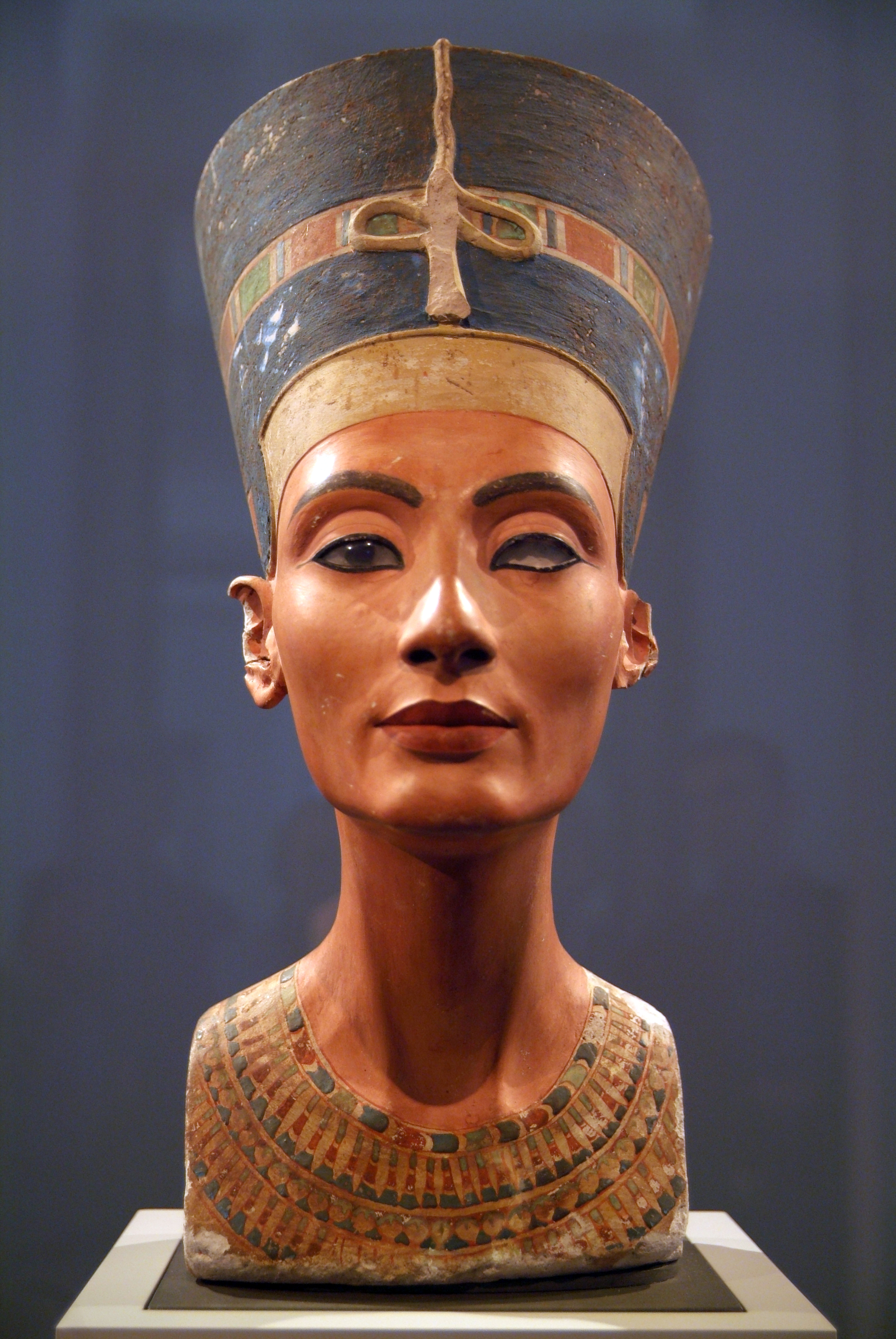
Face.
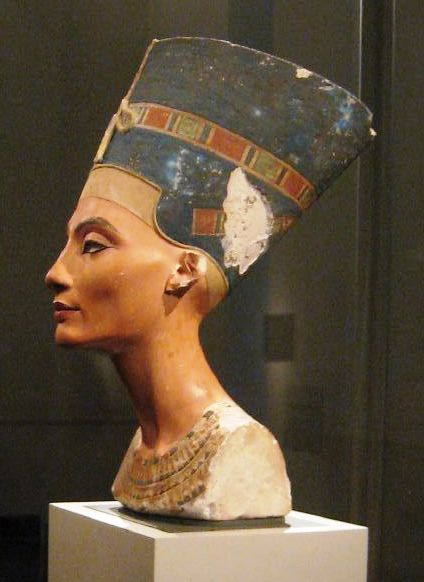
Côté gauche.
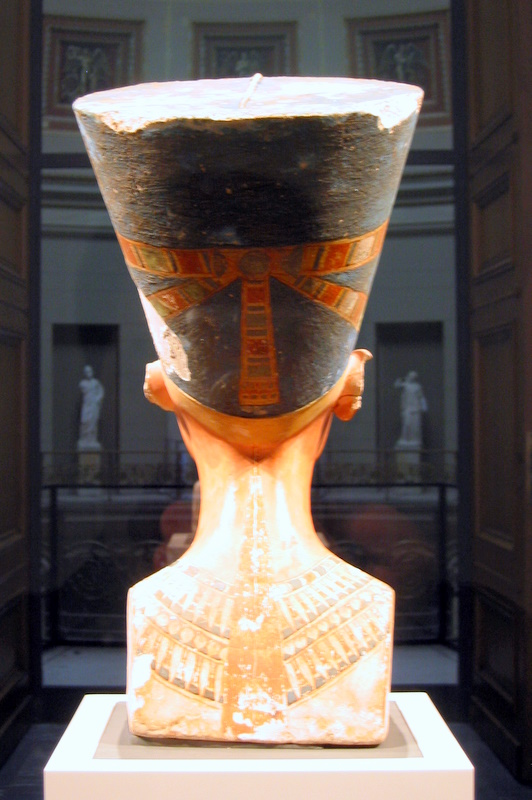
Dos.

### Couleurs
Dans son ouvrage Portrait de la reine Néfertiti, publié en 1923, Ludwig Borchardt décrit la composition des pigments colorés utilisés :
- bleu : poudre de fritte, coloré avec de l'oxyde cuivrique ;
- peau (rouge clair) : chaux en poudre colorée avec de la craie rouge (oxyde de fer) ;
- jaune : orpiment (sulfure d'arsenic) ;
- vert : fritte en poudre, coloré avec du cuivre et de l'oxyde de fer ;
- noir : charbon lié avec de la cire ;
- blanc : craie, (carbonate de calcium).

### Absence de l'œil gauche
Lors de la découverte du buste, Borchardt suppose que l'œil gauche était tombé lors de la ruine de l'atelier de Thoutmôsis, mais une fouille méticuleuse n'a pas permis de le retrouver dans les décombres de la maison. Cette absence a fait naître l'hypothèse farfelue que Néfertiti souffrait peut-être d'une infection ophtalmique et était effectivement borgne de l'œil gauche. La présence d'un iris dans d'autres statues contredit cette possibilité.
Dietrich Wildung émet l'hypothèse que le buste de Berlin a été un modèle pour les portraits officiels et a été utilisé par le sculpteur pour enseigner à ses élèves comment sculpter la structure interne de l'œil, justifiant l'absence de l'iris gauche,. Gardner's Art Through the Ages et Silverman présente une hypothèse semblable,. Zahi Hawass suggère que Thoutmôsis avait bien créé l'œil gauche, mais que celui-ci a ensuite été détruit.

### Tomodensitométrie
Le buste a fait l'objet d'une analyse de tomodensitométrie en 1992 et en 2006, avec une numérisation produisant des coupes du buste tous les 5 mm,. En 2006, grâce à un éclairage différent du buste, faisant remarquer des rides sur le cou et des replis sous les yeux, Dietrich Wildung, directeur du musée égyptien de Berlin, suggéra que le sculpteur avait essayé, par ces signes de vieillissement, une représentation réaliste de Néfertiti. Un nouveau scanner a confirmé ces conclusions : Thoutmôsis avait ajouté du gypse sous les joues et les yeux, afin de rendre sa sculpture plus réaliste encore, ainsi que l'a expliqué Wildung.
Le scanner en 2006, dirigé par Alexander Huppertz, directeur de l'Institut de science de l'imagerie à Berlin, révèle les rides du visage de Néfertiti. Ces résultats sont publiés en avril 2009 dans le journal Radiology. L'analyse montre que Thoutmôsis avait placé des couches d'épaisseur variable sur la base de calcaire. Le traitement interne du visage révèle un plissement autour de la bouche et sur les joues, ainsi qu'un gonflement au niveau du nez. Les plis et la pointe du nez sont égalisés par la couche de stuc à la surface. Selon Huppertz, ceci reflète peut-être les « canons esthétiques de l'époque »,. Le scanner de 2006 est plus précis que celui de 1992, révélant des détails subtils d'à peine un ou deux millimètres sous le stuc.

## Histoire de Néfertiti

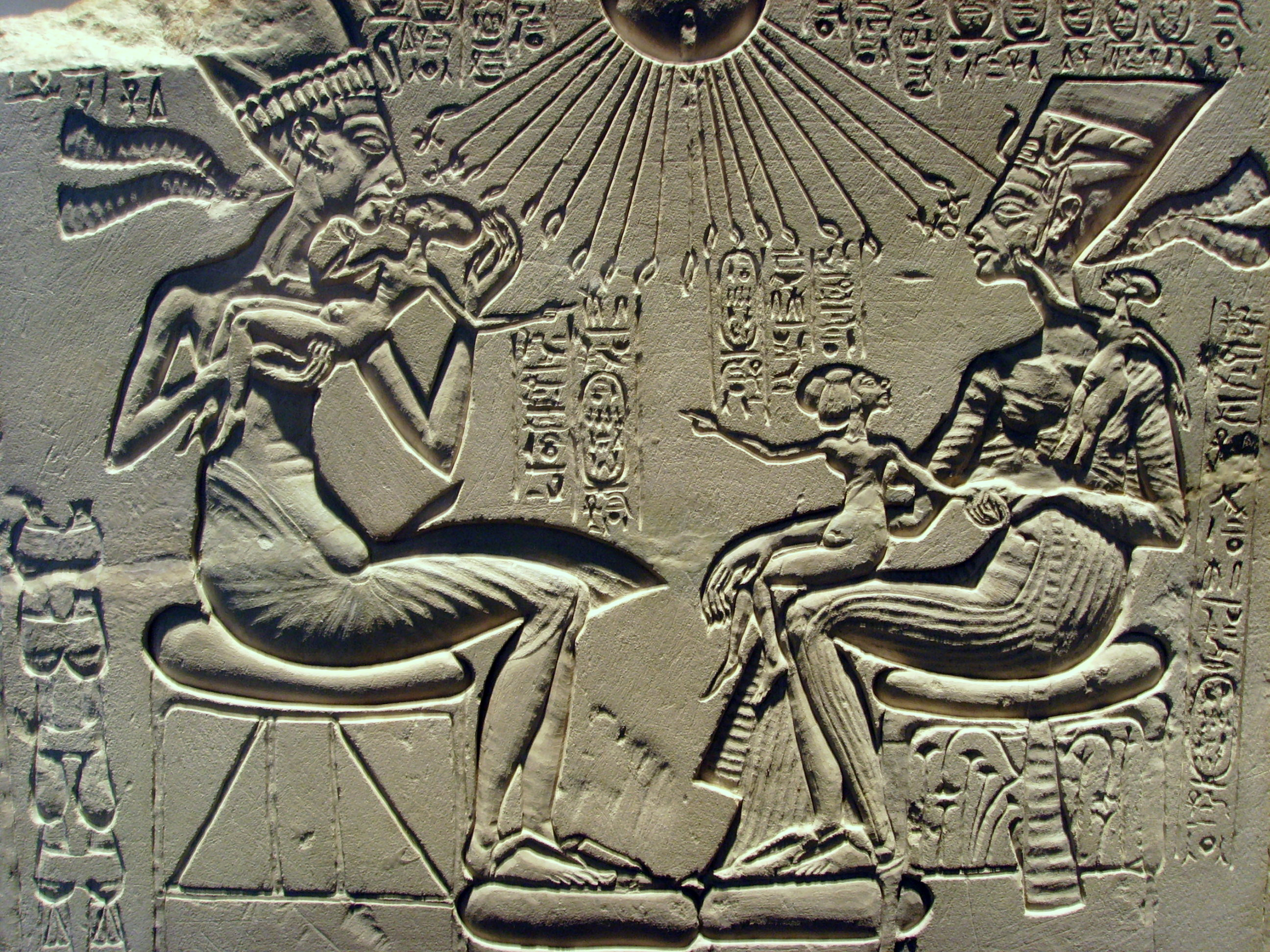
Bas-relief représentant Akhenaton, Néfertiti et trois de leurs filles. La couronne de Néfertiti est semblable à celle représentée sur son buste.

Néfertiti, dont le nom complet est Neferneferouaton-Nefertiti à partir de l'an 5 du règne d'Amenophis IV, littéralement « la Belle est venue », fut la grande épouse royale du pharaon égyptien Akhenaton de la XVIIIe dynastie (XIVe siècle). Akhenaton avait lancé une réforme religieuse majeure en introduisant le culte monothéiste du disque solaire Aton.
Les origines de Néfertiti sont incertaines. Si elle n'appartient pas à la proche famille royale, ses parents ne sont jamais mentionnés, son nom semble la désigner comme une étrangère ; toutefois, des indices retrouvés dans la tombe inachevée d'un haut fonctionnaire nommé Aÿ, devenu pharaon après Toutânkhamon, attestent qu'elle appartenait à l'élite égyptienne. Sur les parois de ce tombeau creusé dans les falaises d'Akhetaton, on peut voir Aÿ et son épouse Tiyi recevoir des colliers d'or offerts par Akhenaton et Néfertiti, ce qui est un honneur immense pour un homme et sans précédent pour une femme.
Elle a peut-être été la corégente de l'Égypte avec Akhenaton, qui régna de 1352 à 1336 avant notre ère.
Néfertiti a donné naissance à six filles dont l'une, Ânkhésenpaaton, future Ânkhésenamon, sera l'épouse de Toutânkhamon.

## Découverte et pérégrinations

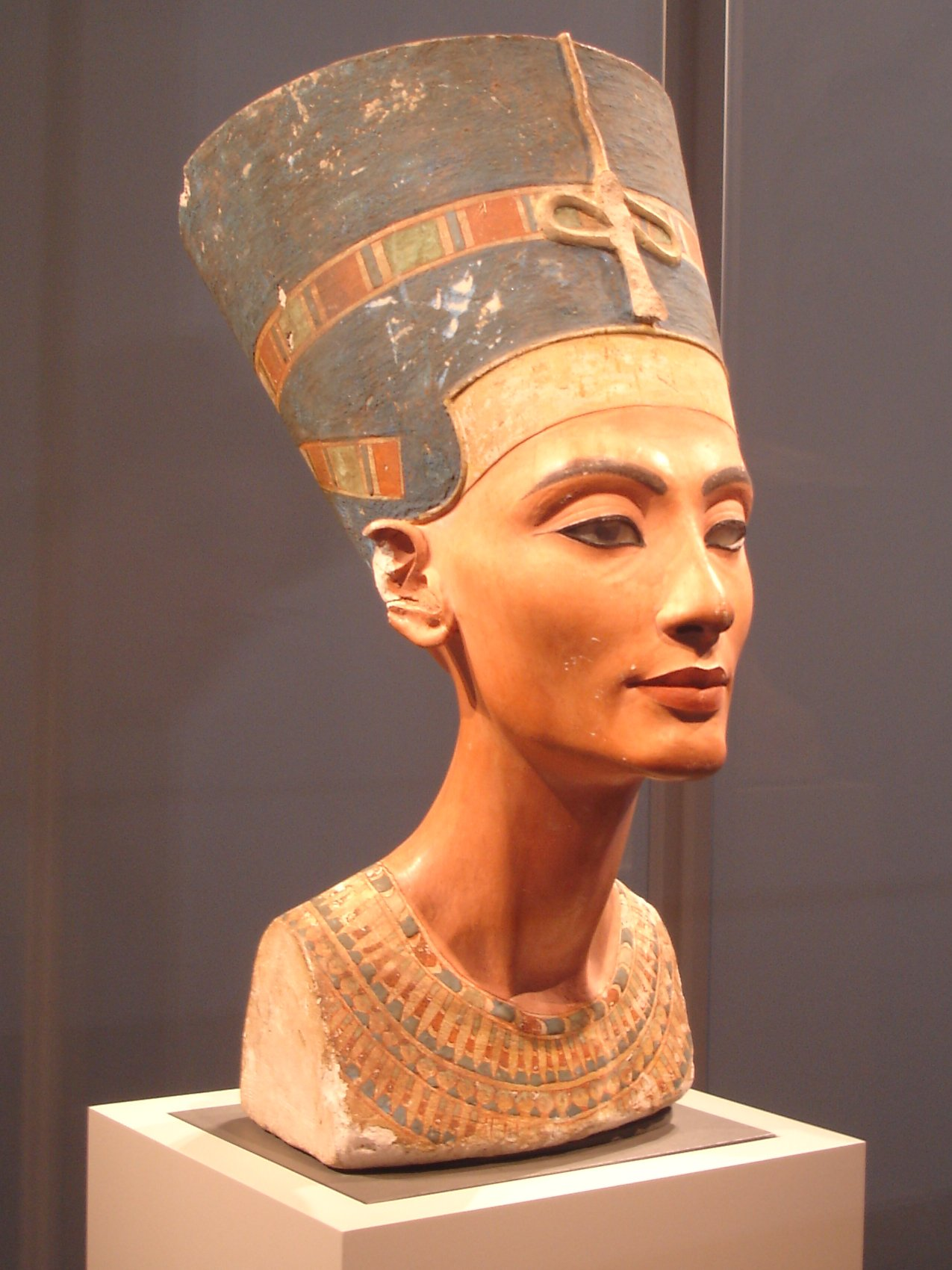
Le buste de Néfertiti.

Le buste de Néfertiti est découvert le 6 décembre 1912 à Amarna par l'archéologue allemand Ludwig Borchardt commandité par la Société orientale allemande (Deutsche Orient-Gesellschaft ou DOG). Cette découverte se fait fort opportunément le jour unique de la visite du prince Jean-Georges de Saxe qui immortalise la scène en photographe amateur. D'où la rumeur qui se propage rapidement selon laquelle il s'agit d'une mise en scène, d'une tromperie planifiée. Henri Stierlin émet l'hypothèse que Borchardt n'a pas réalisé un faux mais tenté une expérimentation pour reconstituer un exemple d’un buste royal avec les pigments antiques que son équipe avait découverts. Les deux filles du prince de Saxe seraient tombées en admiration devant le buste et Borchardt n'aurait pas osé les contredire.
Cette représentation presque miraculeusement intacte de Néfertiti est trouvée dans ce qui a peut-être été l'atelier du sculpteur Thoutmôsis où il figurait parmi d'autres bustes inachevés de Néfertiti,. Le journal de Borchardt fournit la plupart des informations connues sur sa découverte et il écrivit : « Tout à coup, nous avions entre nos mains l'œuvre d'art égyptienne la plus vivante. On ne peut pas la décrire avec des mots. On doit la voir ».
En 1913, des négociations sont entamées entre le représentant français des autorités égyptiennes (Gustave Lefebvre), venu examiner les pièces, et Ludwig Borchardt au sujet de la répartition des découvertes archéologiques faites depuis 1912. Borchardt tient à garder le buste et il en aurait sciemment sous-estimé la valeur réelle bien qu'il ait nié l'avoir fait. Finalement, il obtient l'autorisation de rapporter le buste à Berlin pour l'étudier.
À son arrivée en Allemagne, le buste est remis à Henri James Simon, marchand d'antiquités et commanditaire des fouilles de Tell el-Amarna. En 1913, il prête sa collection aux musées de Berlin. Cependant, Borchardt intervient pour que le buste ne soit pas exposé.
Il est définitivement donné au musée de Berlin en 1920. Enfin, en 1923, le buste est dévoilé au public dans un écrit de Borchart et exposé en 1924 au Neues Museum sur l'île aux musées de Berlin,.
Durant la Seconde Guerre mondiale, les musées de Berlin sont vidés et les objets déplacés dans des refuges en lieu sûr, le buste est d'abord entreposé dans les caves de la Banque gouvernementale de Prusse, puis, à l'automne 1941 dans un bunker de Berlin. Le Neues Museum subit des bombardements de la Royal Air Force en 1943. Le 6 mars 1945, le buste est placé dans une mine de sel à Merkers-Kieselbach en Thuringe. Trouvé peu après par l'armée américaine, il est déplacé à Francfort-sur-le-Main, puis en août, il est exposé à Wiesbaden,.
En 1956, il revient à Berlin, au musée Dahlem, dans le secteur américain, alors que l'Allemagne de l'Est demande que le buste retrouve sa place dans le Neues Museum,. En 1967, il est exposé au musée égyptien de Charlottenbourg et y reste jusqu'en 2005, date de son transfert dans l'Altes Museum. Il revient au Neues Museum à sa réouverture en octobre 2009,,.

## Les demandes de restitution

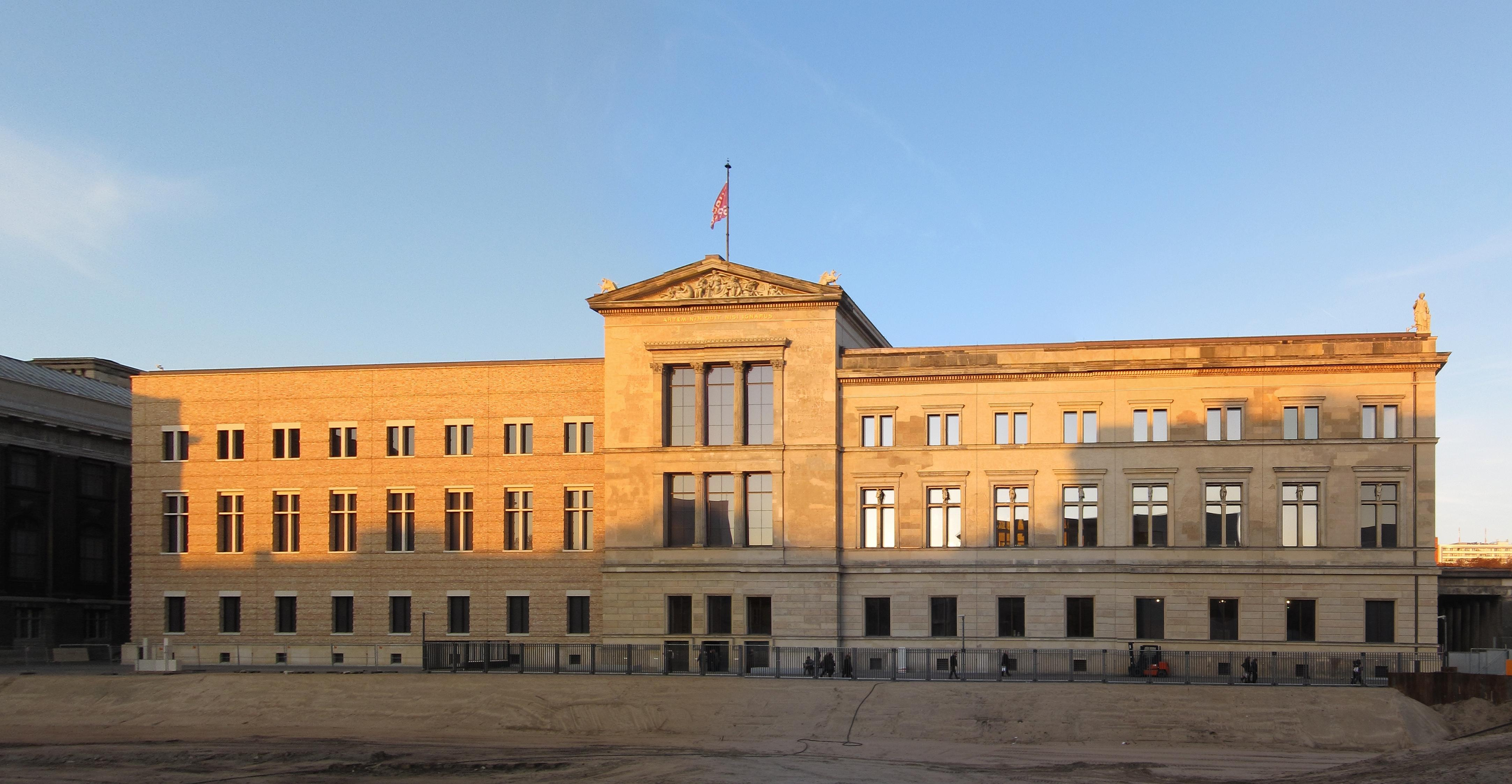
Façade du Neues Museum de Berlin où est conservé le buste de Néfertiti.

Depuis la présentation officielle au public du buste à Berlin en 1924, les autorités égyptiennes n'ont cessé de demander son retour en Égypte,,.
En 1925, elles menacent d'interdire les fouilles allemandes en Égypte si le buste de Néfertiti n'était pas rendu. En 1929, elles offrent de l'échanger contre d'autres objets mais l'Allemagne refuse. En 1933, Hermann Göring, ministre de la Luftwaffe, envisage de restituer le buste au roi Farouk Ier d'Égypte afin de le compter parmi les soutiens du régime nazi. Mais Adolf Hitler s'y oppose et déclare qu'il va faire construire un musée où le buste de Néfertiti serait l'attraction centrale,.
À partir des années 1950, les autorités égyptiennes renouvellent leurs demandes de restitution, sans résultat,.
En 1989, le président égyptien Hosni Moubarak, en visite à Berlin, vient voir le buste et déclare qu'il est le « meilleur ambassadeur pour l'Égypte ».
Zahi Hawass, secrétaire général du Conseil suprême des Antiquités égyptiennes, pense que le buste de Néfertiti appartient à l'Égypte car il serait sorti illégalement du territoire et doit donc être rendu. Il soutient que les autorités égyptiennes ont été flouées lors de l'acquisition du buste en 1913 et exige que l'Allemagne prouve son acquisition légale,. Selon Kurt G. Siehr, un autre argument en faveur du rapatriement est que « les trouvailles archéologiques ont leur « patrie » dans leur pays d'origine et doivent être conservées dans ce pays ». Ainsi en 2005, Zahi Hawass sollicite l'intervention de l'UNESCO, et en 2007, il menace d'interdire le prêt à l'Allemagne d'objets égyptiens en vue d'exposition. Il demande enfin à l'Allemagne de prêter le buste pour l'ouverture du Grand Musée égyptien du Caire en 2012. En 2024, Zahi Hawass a lancé une pétition pour que le buste de la reine Néfertiti, soit restitué à l'Égypte. Une démarche qui s'inscrit dans une stratégie récente menée par Le Caire pour rapatrier plusieurs objets historiques.
Les autorités allemandes refusent à nouveau arguant que la fragilité de la sculpture empêche tout transport et que les arguments juridiques pour le rapatriement ne sont pas suffisants.
Selon The Times, l'Allemagne pense que le prêt du buste à l'Égypte entraînerait son départ définitif,.
Le ministère de la Culture égyptien a présenté à l'Allemagne, début janvier 2011, une nouvelle demande de restitution du buste de Néfertiti,. Cette demande a été rejetée aussitôt par le secrétaire d'État allemand à la Culture Bernd Neumann (en), qui a précisé que le gouvernement allemand refuserait « à l'avenir toute demande de la sorte » à propos de cette pièce majeure de l'ère pharaonique,.

## Controverses

### Controverse sur l'authenticité
En 2009, l'historien de l'art Henri Stierlin et l'ouvrage Missing Link in Archaeology de l'écrivain berlinois Erdoğan Ercivan défendent la thèse selon laquelle le buste de Néfertiti ne serait qu'un faux contemporain. Selon Stierlin, Borchardt aurait créé le buste pour tester des pigments anciens trouvés sur le champ de fouilles et, lorsque le buste avait été admiré par les filles du prince Jean-Georges de Saxe, il l'aurait présenté comme authentique pour ne pas les décevoir. Stierlin fait valoir que l'œil gauche absent du buste aurait été un signe de manque de respect dans l'Égypte antique, que la forme inusitée des épaules coupées est un hapax archéologique, que les premiers documents scientifiques traitant du buste n'apparaissent pour la première fois que onze ans après sa prétendue découverte, et que si les pigments sont très anciens, le noyau de calcaire n'a jamais été daté[réf. nécessaire]. Ercivan suggère que la femme de Borchardt aurait servi de modèle pour le buste et les deux auteurs font valoir qu'il n'a pas été révélé au public jusqu'en 1924 parce que c'était un faux. Selon Henri Stierlin, le buste aurait été fabriqué sur le chantier même de la fouille, en 1912, par le sculpteur allemand Gerhard Marcks avec des matériaux trouvés sur place. Lors du partage des objets en 1913, on ne trouve nulle trace du buste sur les registres et les listes, Gustave Lefebvre, l'éminent égyptologue français qui représente alors le Musée égyptien du Caire dit ne pas se souvenir du buste.
André Wiese, conservateur à l'Antikenmuseum de Bâle, considère que ces allégations de faux sont « totalement infondées et non crédibles ». Le buste a été examiné à plusieurs reprises et toutes les analyses, examens radiographiques ainsi que les circonstances de la découverte indiquent l'authenticité du buste. Les pigments ont été déterminés sans équivoque comme anciens[réf. nécessaire]. En outre, Wiese considère comme un argument décisif le fait qu'après la découverte du buste de Néfertiti, on a découvert un buste presque identique d'Akhenaton, qui se trouve au musée du Louvre.
Les autorités égyptiennes ont également rejeté la théorie de Stierlin. Zahi Hawass déclare que « Stierlin n'est pas un historien. Il délire ». Bien que Stierlin ait fait valoir que « les Égyptiens coupaient les épaules horizontalement » (le buste a en effet les épaules coupées verticalement), Hawass rappelle qu'Akhenaton a introduit une nouvelle forme d'art pendant son règne. Le buste avait originellement deux yeux, mais celui de gauche a été détruit plus tard. En réponse à l'argument de Stierlin selon lequel Borchardt affirmait que c'était un faux, Hawass répond que le rapport sur la découverte était étonnamment détaillé.
Stefan Simon, spécialiste des matériaux aux musées d'État de Berlin, a étudié de façon approfondie cette question de la contrefaçon et a conclu, comme Rolf Krauss, que le matériau utilisé pour le buste était un mélange de gypse et d'anhydrite avec du calcaire, matériau qui n'était pas connu en 1912. Il estime qu'un faux serait impossible à faire sans cette information.

### Le «Corps de Néfertiti»
En 2003, le musée égyptien de Berlin permet au duo d'artistes hongrois Little Warsaw, Andras Galik et Balint Havas, de placer le buste au-dessus d'une statue féminine presque nue en bronze pour un montage vidéo destiné à être montré à la Biennale de Venise, festival d'art moderne. Le projet, intitulé le Corps de Nerfertiti est une tentative, selon les artistes, de rendre hommage au buste. Selon Dietrich Wildung, directeur du musée, il montrerait « la dette continuelle de l'art contemporain au monde antique ». Toutefois, les responsables culturels égyptiens s'indignent et déclarent que c'est une honte pour « l'un des grands symboles de l'histoire de leur pays ». En conséquence, ils interdisent à Wildung et à sa femme l'entrée en Égypte,. Le ministre égyptien de la Culture, Farouk Hosni, déclare que Néfertiti n'est « pas dans des mains sûres », et si l'Égypte n'avait pas renouvelé leurs demandes de restitution « en raison de bonnes relations avec l'Allemagne », ce « comportement récent » était inacceptable.

## Un symbole de l'identité allemande
Dès 1930, la presse allemande décrit Néfertiti comme une « nouvelle reine » rétablissant l'« identité impériale allemande après 1918 ». Hitler décrit le buste comme un « chef-d'œuvre unique, un ornement, un vrai trésor », et s'engage à construire un musée pour l'abriter. Dans les années 1970, la République fédérale d'Allemagne et la République démocratique allemande revendiquent le buste de Néfertiti comme symbole identitaire de l'Allemagne. En 1999, Néfertiti apparaît sur une affiche électorale du parti politique Alliance 90/Les Verts comme symbole d'un environnement culturel cosmopolite et multiculturel avec le slogan « Des femmes fortes pour Berlin ! ». Selon Claudia Breger, une autre raison de l'association du buste de Néfertiti avec l'identité nationale allemande est sa position de rival par rapport au trésor de Toutânkhamon trouvé par les Britanniques.
Le buste de Néfertiti est devenu « l'un des symboles les plus admirés et copiés de l'ancienne Égypte », et l'attraction vedette de la visite des musées de Berlin. Il est considéré comme l'« image de la beauté internationale »,,. Ce buste montrant une femme avec un long cou, aux sourcils légèrement arqués, aux pommettes hautes avec un nez fin et un sourire énigmatique sur ses lèvres rouges, est considéré comme l'un des plus beaux visages de l'Antiquité. Il est décrit comme le buste le plus célèbre de l'art antique, comparable seulement au masque de Toutânkhamon.
Néfertiti est devenue une icône de la culture berlinoise. Environ un million de visiteurs par an admirent le buste,. Il est vu comme « l'œuvre la plus connue de l'art de l'Ancienne Égypte et sans doute de toute l'Antiquité ». Son visage est représenté sur les cartes postales de Berlin et, en 1989, un timbre à son effigie a été émis,.